# Milka
Milka ist ein weiblicher Vorname unterschiedlicher Herkunft und Bedeutung.

## Herkunft und Bedeutung
Der hebräische Name מִלכָּה milkāh ist biblischen Ursprungs. Er geht auf die Vokabel מַלְכָּה malkāh „Königin“ zurück.
In Finnland und Polen ist Milka als Diminutiv von Emilia gebräuchlich.
Милка Milka ist außerdem eine slawische Koseform von Namen, die das Element милъ Mil „lieb“, „gütig“ enthalten.

## Verbreitung
Der Name Milka ist in Serbien, Bulgarien, Mazedonien, Montenegro, Kroatien, Bosnien-Herzegowina, Slowenien und der Slowakei verbreitet.
In Israel ist der Name heute meistens in der Form מַלְכָּה malkāh vergeben. Im Jahr 2019 belegte er Rang 41 der beliebtesten Mädchennamen.

## Bekannte Namensträgerinnen
- Milka, zwei Trägerinnen dieses Namens aus der Bibel

- Milka Babović (1928–2020), jugoslawische Leichtathletin und Journalistin
- Milka Duno (* 1972), venezolanische Rennfahrerin
- Milka Loff Fernandes (* 1980), deutsche Fernsehmoderatorin und Schauspielerin
- Milka Fritsch (1867–1937), deutsche Politikerin (DVP)
- Milka Hartman (1902–1997), slowenische Dichterin
- Milka Ivić (1923–2011), jugoslawische Slawistin
- Milka Pavlićević (* 1955), serbische Journalistin und Regisseurin
- Milka Planinc (1924–2010), jugoslawische Ministerpräsidentin (1982–1986)
- Milka Stojanović (1937–2023), jugoslawische Opernsängerin (Sopran)
- Milka Trnina (1863–1941), kroatische Opernsängerin